# Peter Pan
Pour les articles homonymes, voir Peter Pan (homonymie), Pan (homonymie) et Enfants perdus (homonymie).
 (avril 2025).
Motif : Une partie de l'article concerne plus l'œuvre que le personnage, qui est le sujet principal de l'article.
Peter Pan est un personnage de fiction britannique créé par l'auteur J. M. Barrie, apparu pour la première fois dans le roman Le Petit Oiseau blanc en 1902, puis dans la pièce du même nom, et ensuite dans la pièce Peter et Wendy (1904), plus connue sous le titre Peter Pan, qui est ensuite publiée en roman en 1911. Le personnage et l'œuvre ont ensuite été adaptés à de nombreuses reprises au théâtre, au cinéma, ou encore en bande dessinée.

## Historique
J. M. Barrie crée Peter Pan en racontant des histoires aux fils de sa grande amie Sylvia Llewelyn Davies, fille de George du Maurier, dessinateur satirique et compagnon de route de Henry James. « Peter » était le prénom de Peter Llewelyn Davies, le troisième fils de Sylvia Llewelyn Davies, et le nom « Pan » rappelait le dieu grec de la Nature.

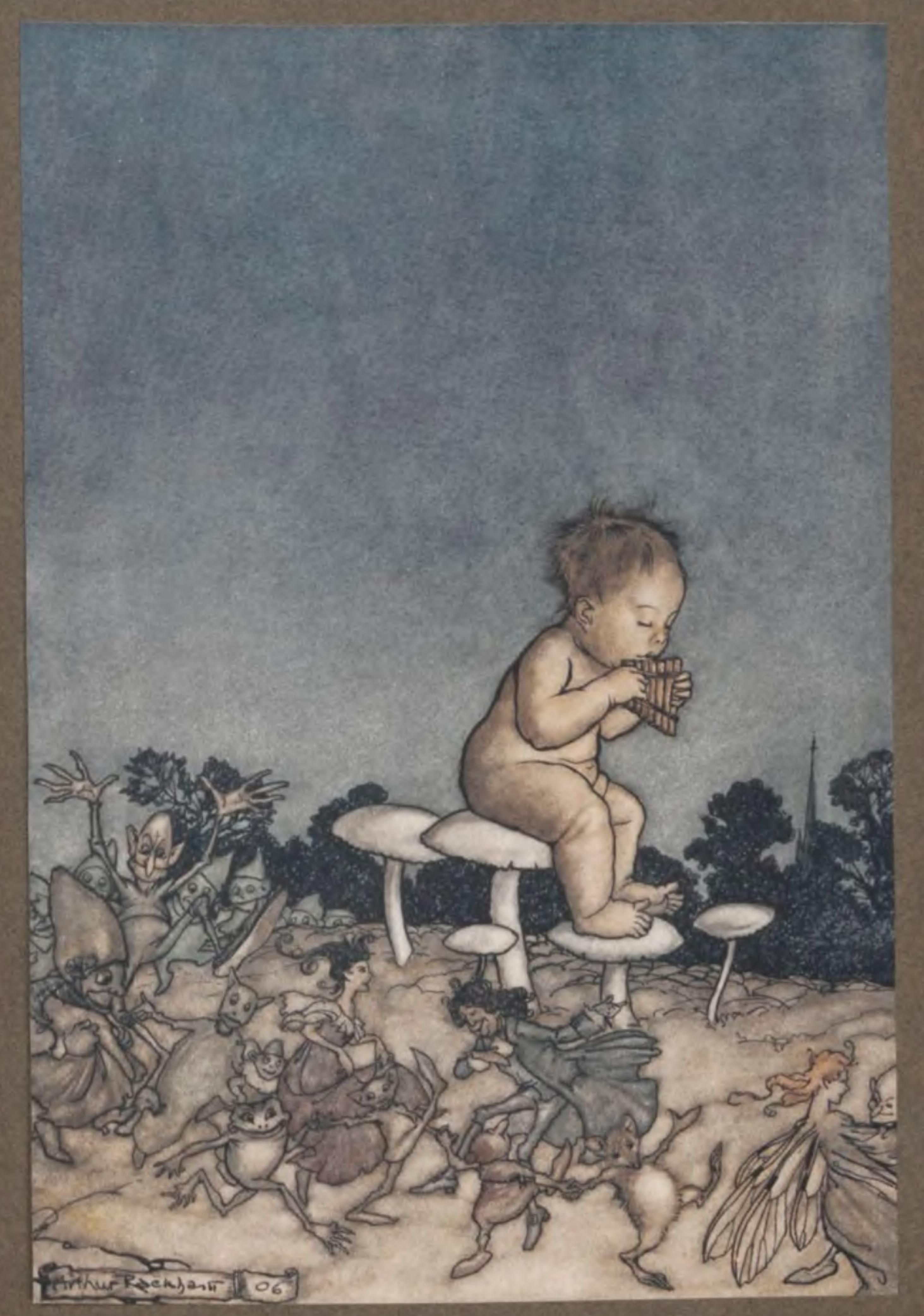
Peter Pan dans les Jardins de Kensington, illustration d'Arthur Rackham, 1907.

Pour certains commentateurs, le personnage a pu être inventé par Barrie en souvenir de la mort à 13 ans de son frère aîné David, dont la mère, Margaret, ne s'est jamais remise, faisant porter le deuil à son fils cadet.
Peter Pan fait sa première apparition imprimée en 1902 dans le livre The Little White Bird (Le Petit Oiseau blanc). Barrie développe le personnage de Peter dans sa pièce de théâtre Peter Pan; or, The Boy Who Wouldn't Grow Up (Peter Pan, ou le garçon qui ne voulait pas grandir) dont la première a lieu à Londres le 27 décembre 1904. En 1906, la partie de The Little White Bird concernant Peter Pan est publiée seule : Peter Pan in Kensington Gardens, illustrée par Arthur Rackham. Enfin, Barrie adapte sa pièce pour son roman Peter and Wendy, plus connu sous le titre Peter Pan, publié en 1911.
Quatre ans après la création de la production originale de Peter Pan, en 1908, Barrie écrit une scène supplémentaire intitulée An Afterthought (Après Coup), qui sera plus tard incorporée au dernier chapitre de Peter et Wendy. Dans cette scène, Peter revient chercher Wendy des années plus tard, mais elle est maintenant une adulte mariée, avec un enfant, une fille appelée Jane. Lorsque Peter apprend que Wendy l'a « trahi » en grandissant, il a le cœur brisé jusqu'au moment où Jane accepte de partir au Pays imaginaire avec Peter. Dans le roman, Barrie raconte qu'une fois Jane devenue grande, c'est sa fille Margaret qui partira au Pays imaginaire. Selon Barrie, ce cycle durera toujours, tant que les enfants seront « innocents et sans cœur ».
Au milieu du XXe siècle, le prénom Wendy devient très populaire en Angleterre grâce au personnage du roman.
Une statue de bronze réalisée par George Frampton est érigée dans Kensington Gardens à Londres en 1912, Peter Pan y est représenté jouant de la flûte. Une copie de cette statue se trouve dans le Parc d'Egmont à Bruxelles depuis 1924 ; elle a été offerte à la ville par Sir George Frampton, en témoignage de l'amitié qui a lié les enfants anglais et belges pendant la Première Guerre mondiale.

## Résumé
Ce vendredi soir, la voie est libre pour Peter Pan, le petit garçon qui refuse de grandir : M. et Mme Darling sont absents et la chienne Nana, qui tient lieu de nurse à leurs enfants Wendy, John et Michael, a été enchaînée dans le jardin.
Venu récupérer son ombre abandonnée lors d’une précédente visite, Peter se trouve face à Wendy. Avide des histoires qu’elle pourra lui raconter et du rôle de mère, fantasmé, qu'elle pourrait accomplir, il la persuade de le suivre jusqu’au Pays imaginaire (Neverland).
Wendy devra se défendre de la jalousie de la fée Clochette (Tinker Bell) et veiller sur la petite famille des Garçons perdus, jadis tombés de leur landau, dont elle devient la mère. Emmenés par Peter Pan, Wendy et ses frères vivront d’extraordinaires aventures auxquelles seront mêlés les Peaux-Rouges et Lily la Tigresse (Tiger Lily), mais surtout les Pirates et leur chef, le fameux Capitaine Crochet (Captain Hook), qui n’a jamais pardonné à Peter de lui avoir coupé la main avant de la jeter en pâture avec son réveil au crocodile qui le poursuit depuis sans trêve...
Au cours d'une embuscade, Crochet enlève Lily la Tigresse, afin de capturer Peter, dont il pense qu'il viendra la sauver. Peter Pan se rend à la Lagune aux Sirènes avec Wendy. Au cours d'une bataille, Lily la Tigresse est libérée et retourne chez les Indiens.
À cause de sa jalousie, Clochette révèle la cachette de Peter Pan, où Crochet le trouve endormi et décide de le tuer en empoisonnant la potion que Wendy avait donnée à Peter. Entre-temps, les Enfants perdus, Wendy et ses frères sont capturés. Quand Peter se réveille, Clochette est prise de remords et veut le prévenir que la potion qu'il est sur le point de boire est empoisonnée. Fâché contre elle, Peter Pan ne la croit pas et Clochette boit la potion elle-même. Pour la sauver de la mort, Peter fait appel à tous les enfants qui croient aux fées et Clochette revient à elle. Peter retourne au Jolly Roger et une bataille s'engage. Crochet est vaincu et, poussé par-dessus bord, disparaît dans la gueule du crocodile.
Peter devient capitaine du Jolly Roger et ramène Wendy, John et Michael et les Enfants perdus à Londres. Les parents Darling retrouvent leurs enfants et adoptent tous les Enfants perdus. Peter Pan rentre au Pays imaginaire en jurant à Wendy qu'il ne l'oubliera pas, et qu'il reviendra tous les ans pour la ramener au Pays imaginaire.
Mais on apprend dans un épilogue écrit quelques années après la pièce qu'il oublie sa promesse et ne revient que bien longtemps après quand il retrouve Wendy grandie et maman. Il emmène alors sa fille Jane, puis, une fois que celle-ci est devenue grande, sa fille à elle, Margaret. L'auteur mentionne que ce cycle continuera pour toujours.

## Œuvres originales
- The Little White Bird, or Adventures in Kensington Gardens (1902), roman, ed. Hodder & Stoughton, traduction française (2008) Céline-Albin Faivre[4]
- Peter Pan, or The Boy Who Wouldn't Grow Up (1904), pièce de théâtre
- Peter Pan in Kensington Gardens (1906), roman
- When Wendy Grew Up – An Afterthought (1906), postface
- Peter and Wendy (1911), roman

## Adaptations

### Droits d'auteur
Le gouvernement du Royaume-Uni a donné un droit d'auteur perpétuel (with a compulsory licence provision) sur les œuvres du cycle Peter Pan. La déclaration figure dans la section 301 du Copyright, Designs and Patents Act de 1988.
Cette loi ordonne de reverser les droits de la pièce Peter Pan de Sir J. M. Barrie à l'hôpital pour enfants malades de Great Ormond Street, à Londres — à qui J. M. Barrie avait donné tous les droits d'auteur de Peter Pan en 1929 — lorsqu'elle est jouée en public, publiée à des fins commerciales, diffusée ou incluse dans des programmes câblés. Cela concerne également toutes les adaptations. Ce droit d'auteur dans le Royaume-Uni et dans la plupart des pays européens avait expiré le 31 décembre 1987, 50 ans après la mort de l'auteur, mais a été rétabli en 1995, quand l'Union Européenne a augmenté la durée du droit d'auteur à 70 ans après la mort de l'auteur. Le Great Ormond Street Hospital a rétabli son droit d'auteur, qui a expiré dans le reste de l'Europe le 31 décembre 2007.
Cette loi ne concerne pas The Little White Bird. Ce droit d'auteur cessera à la disparition du Great Ormond Street Hospital, ou à l'abolition de cette section.
Peter Pan a été adapté plusieurs fois au théâtre et au cinéma. Depuis la pièce originale de James M. Barrie (Peter Pan; or, The Boy Who Wouldn't Grow Up) de 1904, avec Dorothea Baird dans le rôle de Mrs Darling, Peter était joué par une femme. Un film de 2003 est le premier à voir le personnage joué par un acteur masculin.

### Cinéma
En 1924, Herbert Brenon réalise le long-métrage Peter Pan pour la Famous Players-Lasky Corporation. Un an plus tard, Walter Lantz réalise Peter Pan Handled pour les J. R. Bray Studios, un court-métrage d'animation plus proche de l'adaptation libre et mettant en scène Dinky Doodle.
En 1953, Disney sort un film d'animation (Peter Pan) avec des musiques de Sammy Cahn, Frank Churchill, Sammy Fain et Ted Sears. La même année, Walt Disney produit une émission de télévision pour promouvoir le film, The Peter Pan Story.
En 1991, Steven Spielberg réalise Hook, un film où Peter a décidé de grandir et a oublié son passé. Interprété par Robin Williams, il est de nouveau confronté au capitaine Crochet qui a enlevé ses enfants.
En 2000, un film de la comédie musicale de Jerome Kern a été déclaré « culturellement important » par la Bibliothèque du Congrès des États-Unis, et a été sélectionné pour être préservé par le National Film Registry.
En 2003, P. J. Hogan réalise Peter Pan, dans lequel Peter Pan est joué par un jeune acteur, Jeremy Sumpter et Crochet par Jason Isaacs.
En 2015, Joe Wright réalise Pan, un film expliquant comment Peter Pan (joué par Levi Miller) serait arrivé au Pays Imaginaire, faisant la rencontre de Barbe Noire (Hugh Jackman), de Crochet (Garrett Hedlund) et Lily la Tigresse (Rooney Mara).
En 2025, Scott Chambers (en) réalise Peter Pan's Neverland Nightmare, un film d’horreur, le 3e du Twisted Childhood Universe. 

### Scène
Parmi les comédies musicales, les plus connues ont été celles de Jerome Kern (1924), Leonard Bernstein (1950) ; et celle de 1954 monté par Jerome Robbins et dont les chansons ont été écrites par deux équipes d'auteurs : Mark Charlap et Carolyn Leigh, Jule Styne avec Betty Comden et Adolph Green.
En 1994, pour les fêtes de fin d’année, Del Diffusion propose le spectacle Peter Pan mis en scène par Bruno Bulté. Fort du succès du spectacle (25 000 spectateurs en moins d’un mois[réf. nécessaire]), le groupe Walibi s’associe à Del Diffusion et propose un show Peter Pan pour l'été 1995 avec une nouvelle histoire et une mise en scène enlevée et visuelle, la création d’effets spéciaux inédits (laser, son, lumières et autres effets pyrotechniques, scènes de combat en live) ainsi que des comédiens-acrobates-jongleurs.
En 2008, une adaptation contée, Le Secret de Peter Pan a été créée par la conteuse Paule Latorre.
En 2012, Luc Petit met en scène Peter Pan dans le plus grand spectacle de mapping intérieur au monde, une production de Music Hall Group sous la direction artistique de Geert Allaert.

### Télévision
En 1989, la série animée Peter Pan (Peter Pan no Bouken) voit le jour au Japon. Elle débarque en France en janvier 1990.
Au cours des années 1990, une série américaine de dessins animés intitulée Peter Pan et les Pirates a été diffusée.
En décembre 2011, une mini série intitulée Neverland (mini-série) a été créée par Nick Willing, racontant la genèse de Peter Pan, à savoir comment Peter a découvert le Pays Imaginaire, rencontré Clochette et apprit à voler. On y retrouve Mouche (Smee), Lily la Tigresse (Lis Tigrée), les indiens et les pirates. Crochet, surnommé Jimmy au début du film, apparaît aux côtés de Peter comme son mentor, puis il se laissera séduire par Bonnie, la capitaine du Jolly Roger. Peter et lui se disputeront, ce qui déclenchera leur rivalité telle que décrite dans le livre de J.M.Barrie. La série comporte deux épisodes, qui forment un film de 2h47.
En 2012, DQ Entertainment et Method Animation produisent une série animée en image de synthèse Les Nouvelles Aventures de Peter Pan, qui se passe au XXIe siècle. La série à destination des enfants de 6 à 10 ans.
En 2013, la saison 3 de la série américaine Once Upon a Time met en scène le Pays imaginaire comme un lieu effrayant, avec pour chef un Peter Pan (Robbie Kay) dit « redoutable ». On y découvre que Peter Pan est le père de Rumplestiltskin et qu'il a rajeuni il y a des siècles grâce à un pacte avec une mystérieuse ombre. Dans la saison précédente, les enfants perdus, la famille Darling et le Capitaine Crochet ont été introduits. Rumplestiltskin jouant le rôle du Crocodile en lui coupant la main gauche après que le pirate lui ait volé sa femme.
La série Le Monde des Winx fait référence et met également en scène ce personnage de Peter Pan et son univers avec la fée Clochette notamment.

### Bande dessinée
Publiée à partir de 1990, la série de bandes dessinées Peter Pan, créée par Régis Loisel, est une adaptation plus sombre et destinée à un public plus adulte. La série en six volumes a été achevée en 2004.
En 2012 sort la bande-dessinée Fairy Quest, transposition de tous les contes de fées dans le même monde. Peter Pan et les autres personnages apparaissent dans le premier tome.

### Internet
En 2013 sort University Ever After, une web-série créée par Julia Seales reprenant les personnages de conte de fées à l'époque contemporaine et allant tous à la même fac. Dans la première saison, Clochette est la seule introduite. Ce n'est que dans la seconde saison que Crochet et Peter Pan sont présents.
En 2014, une autre web-série, The new adventures of Peter and Wendy, créée et interprétée par Kyle Walters, reprend les personnages de l'histoire, plus âgés et vivant dans la ville de Neverland.
En 2015, une autre web-série, So the story goes, sur les contes de fées replacés à l'ère moderne met en scène l'histoire de Peter Pan dans la 2de et 3e saison. La seconde saison est consacrée uniquement à l'Équipe d'Enquête Paranormale du Jolly Rogers, une compagnie qui se charge des événements paranormaux menés par Jane Crochet. Alors que cette saison a un ton comique et divertissant, la suivante est plutôt du genre dramatique, mystérieux et policier. C'est dans cette saison que Peter Pan et la famille Darling entrent en scène, ce qui va requérir l'intervention de Jolly Rogers.

## Suites
Plusieurs artistes ont tenté de créer des suites aux aventures de Peter Pan inspirées de l'histoire de Barrie.
En 1987, Gilbert Adair imagine dans Peter Pan and the Only Children que Peter reforme un nouveau gang sous l'océan, à partir des enfants tombés des navires.
En 1991, dans Hook ou la Revanche du Capitaine Crochet, Steven Spielberg met en scène un Peter Pan devenu adulte (Robin Williams) qui est ramené au Pays imaginaire par la fée Clochette (Julia Roberts) pour un ultime combat contre le Capitaine Crochet (joué par Dustin Hoffman).
En 1993 : Les Ailes de Peter Pan, par François Rivière, Françoise Balibar, éd. Seuil Jeunesse, illustré par René Follet.
En 2002, Disney sort le film d'animation Peter Pan 2 : Retour au Pays Imaginaire (Return to Neverland), suite de son précédent film de 1953. L'action se déroule pendant le Blitz allemand sur Londres pendant la Seconde Guerre mondiale et traite du problème des enfants forcés de grandir trop vite.
Le 5 octobre 2006 une suite officielle, L'Habit Rouge de Peter Pan de Geraldine McCaughrean, sortie avec l'accord de l'hôpital de Great Ormond Street de Londres, paraît aux Éditions Pocket.
En 2009, Sébastien Perez et Martin Maniez publient Le journal de Peter aux éditions Milan. Sous forme d'un journal intime illustré, les auteurs racontent le long cheminement psychologique d'un jeune orphelin qui fuit la réalité jusqu'à devenir Peter Pan, l'enfant qui veut rester à jamais dans son monde de fantaisie...
En 2021, l'éditeur spécialisé Magic Mirror publie Tant que vole la poussière de Cameron Valciano. Dans une ambiance très sombre, le roman relate les aventures de James Hook et Wendy Darling, laquelle cherche à retrouver sa fille Jane. Cette quête les emmènera au Pays du Jamais où ils retrouveront le Jolly Roger, Peter Pan, Lily la Tigresse et les sirènes...

## Films et séries dérivés

### La Fée Clochette
La Fée Clochette (Tinker Bell) est un long-métrage d'animation des studios Disney sorti directement en vidéo à l'automne 2008 sauf dans certains pays (Argentine, Mexique, Russie, Japon) où il a été exploité dans les salles.
Réalisé entièrement en images de synthèse, il est le premier film d'une grande saga Disney Fairies destinée aux enfants d'environ 6 à 10 ans, longue production qui contient de nombreux films, livres et autres produits dérivés, tous centrés sur le personnage de la fée Clochette accompagnée de nombreux nouveaux personnages dont la plupart sont des fées très diverses et de personnalités très différentes afin que tous les enfants se reconnaissent à coup sûr au moins dans l'une d'entre elles. Peter Pan n'apparaît pas comme personnage dans cette production.
Le film a eu plusieurs suites que sont Clochette et la Pierre de lune en 2009, Clochette et l'Expédition féerique en 2010, Clochette et le Secret des fées en 2012, Clochette et la Fée pirate en 2014 et Clochette et la Créature légendaire en 2014. Un dessin animé, La vallée des fées, a été diffusée sur Disney Channel.

### Jake et les Pirates du Pays imaginaire
Le 14 février 2011, une série de dessins animés pour enfants du nom de Jake et les Pirates du Pays imaginaire est diffusée aux États-Unis. Elle suit les aventures des enfants de Peter Pan qui sont Jake, Izzy et LeFrisé (Cubby en version originale) qui sont accompagnés de leur perroquet Skully.
Ils doivent affronter au Pays Imaginaire (Neverland en version originale), Captain Crochet et ses acolytes Monsieur Mouche, Sharky et Bones qui tenteront par tous les moyens de voler leur trésor.
Peter Pan apparait de façon récurrente dans certains épisodes pour rendre visite à ses enfants, les sauver ou pour se faire sauver par ces derniers.